# Neuroanatomía de la lateralidad
Se calcula que el 90% de la población humana mundial se considera diestra. El control de la función motora por parte del cerebro humano es una imagen especular en términos de conectividad: el hemisferio izquierdo controla la mano derecha y viceversa. En teoría, esto significa que el hemisferio contralateral a la mano dominante tiende a ser más dominante que el hemisferio ipsilateral, pero no siempre es así y hay muchos otros factores que contribuyen de forma compleja a la preferencia física por una mano.

## Ámbitos del lenguaje y el habla
Las áreas del lenguaje están representadas unilateralmente en el cerebro humano. En alrededor del 95% de los diestros, estas áreas cerebrales suelen estar situadas en el hemisferio izquierdo; sin embargo, la proporción se reduce en los zurdos a alrededor del 70%. Por lo tanto, 7 de cada 100 individuos tienen el hemisferio derecho para el lenguaje y dominan la mano izquierda. No está claro si los zurdos con el hemisferio izquierdo sufren o no algún déficit en el lenguaje o la escritura debido a esto. Se ha descubierto que el área de Broca tiene estructuras de materia gris diferentes según la lateralidad. Se ha observado que el surco frontal inferior, que contiene el área de Broca, es más continuo en el hemisferio ipsilateral a la mano dominante.

### Cuerpo calloso
Como el hemisferio derecho controla el brazo izquierdo y viceversa, se ha descubierto que el cuerpo calloso es mayor en los zurdos. En teoría, esto se debe a que la comprensión y la producción del lenguaje pueden pasar de forma más eficiente de las áreas primarias del lenguaje a las áreas motoras que controlan el brazo contralateral.] No se ha investigado el efecto de ser hemisférico derecho para el lenguaje mientras se es zurdo, y si el cuerpo calloso sigue siendo más grande sin la necesidad de comunicarse entre hemisferios, como sería el caso de los zurdos hemisféricos derechos.

### Planum temporale
El planum temporale es una región cerebral dentro del área de Broca, y se cree que es el área más asimétrica del cerebro humano; se ha demostrado que el lado izquierdo es cinco veces más grande que el derecho en algunos individuos Sin embargo, en las personas zurdas, esta asimetría ha demostrado ser reducida.

## Áreas motoras
Se ha observado que los índices de lateralidad en las áreas motoras son más sutiles y menos pronunciados que en las áreas del lenguaje, pero aun así son detectables.

### Surco central
Se ha observado que la superficie del surco central es mayor en el hemisferio dominante, y que el «pomo de la mano», una zona del córtex motor primario responsable de los movimientos de la mano, está situado más dorsalmente en el hemisferio izquierdo de las personas diestras que de las zurdas[1].

### Teoría del desplazamiento a la derecha
Marian Annett ideó la Teoría del desplazamiento a la derecha en 1972, que afirma que el desarrollo de las áreas del lenguaje y del córtex motor es preferente en el hemisferio izquierdo debido al gen teórico RS+. Esta teoría también afirma que no existe un gen concreto que provoque un mayor desarrollo del hemisferio derecho en comparación con el izquierdo, sino que sin el gen RS+ el desarrollo es una curva gaussiana que está centralizada. La presencia del gen RS+ promueve la dominancia hemisférica izquierda, introduciendo a su vez un sesgo diestro que desplaza la curva hacia la derecha.

## Tracto corticoespinal
El tracto corticoespinal es un haz de sustancia blanca que conecta la corteza cerebral con las neuronas motoras de la médula espinal. Los seres humanos muestran una asimetría natural entre los tractos izquierdo y derecho, de forma que el izquierdo (y, por tanto, las conexiones con la mano derecha) es significativamente mayor. Sin embargo, se ha descubierto que esta asimetría se reduce en los zurdos, lo que sugiere una conexión menos desequilibrada con ambas manos.

## Lateralidad forzada
Para poder desentrañar la relación causal, algunas investigaciones emplean un grupo de «diestros forzados». Los zurdos a los que se obligó durante la infancia a utilizar la mano derecha mostraban una mayor superficie del surco central en el hemisferio izquierdo, lo que se asocia con la lateralidad derecha. Además, las estructuras de los ganglios basales, como el putamen, también reflejaban el desarrollo de los individuos diestros dominantes del grupo forzado.

## Procesamiento de las caras
El área fusiforme de las caras es un área típicamente unilateral, muy parecida a las áreas del lenguaje, y localizada en el giro fusiforme derecho. Sin embargo, se ha descubierto que esta región cerebral es más bilateral en los zurdos; es decir, la circunvolución fusiforme izquierda responde más a las caras en los zurdos que en los diestros. Sin embargo, el área occipital de la cara no muestra esta correlación, por lo que se cree que la lateralidad afecta al procesamiento de las caras en un nivel jerárquico que no incluye el área occipital de la cara, pero sí la circunvolución fusiforme.

## Complicaciones

### Inventario de lateralidad
La lateralidad en sí misma tiende a ser una zona gris. Los requisitos para que una persona sea diestra o zurda han sido objeto de debate, y dado que las personas que se identifican como zurdas también pueden utilizar la mano derecha para un gran número de tareas, identificar dos grupos claros de sujetos es una tarea difícil. El Inventario de Lateralidad de Edimburgo (Edinburgh Handedness Inventory) es una estadística paramétrica común que se utiliza para determinar la lateralidad, comparando a los individuos con la población en general. Sin embargo, el uso de este inventario varía según los investigadores y ha sido criticado por su uso en la investigación moderna, lo que significa que un individuo que un grupo de investigación puede clasificar como zurdo, puede ser clasificado como ambidiestro en otro; lo que lleva a dificultades en la comparación entre los dos.

### Evidencia contradictoria
Se han puesto en duda varios hallazgos asimétricos, y varios estudios han declarado resultados nulos en oposición a las diferencias notificadas anteriormente. Esto es un problema en la neurociencia de la lateralidad, ya que los métodos de imagen son muy susceptibles a errores de tipo 1 debido al número de comparaciones que realizan.

### Complejidad de la causalidad
La relación entre la lateralidad y sus vínculos neuronales es compleja. Las propias áreas del lenguaje no están correlacionadas de forma concreta, y el área motora muestra diferencias sumamente sutiles. Por ello, la bibliografía muestra muchas opiniones diferentes. Es evidente que todavía es necesario avanzar en la investigación para desvelar las verdaderas relaciones causales entre las diferencias estructurales y su manifestación en forma de lateralidad.

### Áreas frontales derecha/izquierda y psicopatología
Se han descrito algunos casos de presos que muestran un córtex prefrontal derecho más grande, pero que controlan o dominan su córtex prefrontal izquierdo y se ha asociado al comportamiento delictivo y también a rasgos psicopáticos.
En una revista, se asoció a la «conducta impulsiva», la lateralidad, mayoritariamente izquierda y/o cruzada, y sobre todo, la lateralidad ocular como clave para detectar y relacionar la lateralización cerebral, la cual dicho trastorno conductual cuando es lateralidad cruzada-ojo-mano también ha sido relacionado en un trabajo, reportando una muestra del 5% de zurdos cruzados en una población de 57 zurdos (5-6%) y encontrándose asociado posiblemente a las emociones y al sistema límbico, así como a la manifestación de necesidad/falta de autorregulación.)